# Grote textorwever
De grote textorwever (Ploceus cucullatus) is een vogel in de familie van de wevers (Ploceidae). Leden van de wevers staan bekend om hun vernuftige en uitgebreide hangende nesten.

## Kenmerken
De grote textorwever heeft een totale lengte van ongeveer 17 centimeter. Opvallend is het rode oog en de donkere, dikke snavel. Het mannetje is in de broedtijd overwegend geel, gele buik en borst en van boven geel met donkere veren, verder met een donkere kop. De hoeveelheid zwart op de kop verschilt bij de diverse ondersoorten. De nominaat heeft een geheel zwart "gezicht" maar de kruin en de nek zijn roodbruin. P. c. spilonotus uit Zuid-Afrika ("Bontrugwewer") heeft minder zwart, terwijl P. c. collaris een praktisch geheel zwarte kop heeft. Mannetjes zijn kleurrijker dan het vrouwtje.

## Leefwijze
Textorwevers voeden zich met zaden en insecten.

## Verspreiding en leefgebied
De soort telt acht ondersoorten:
- P. c. cucullatus: van Mauritanië, Senegal en Gambia tot zuidelijk Tsjaad en Kameroen en Bioko.
- P. c. abyssinicus: noordelijk Soedan, Eritrea en Ethiopië.
- P. c. bohndorffi: zuidelijk Soedan, noordelijk Congo-Kinshasa, Oeganda, westelijk Kenia en noordwestelijk Tanzania.
- P. c. frobenii: zuidelijk en zuidoostelijk Congo-Kinshasa.
- P. c. collaris: Gabon, westelijk Congo-Kinshasa en Angola.
- P. c. graueri: oostelijk Congo-Kinshasa, Rwanda en westelijk Tanzania.
- P. c. nigriceps: van zuidelijk Angola en noordoostelijk Namibië tot westelijk Zimbabwe.
- P. c. spilonotus: oostelijk Zuid-Afrika.

Het leefgebied bestaat uit half open landschappen zoals bossavanne, riviergeleidend bos en vaak ook agrarisch landschap. Vooral in West- en Midden-Afrika (maar niet in Zuid-Afrika) komt de vogel vaak voor in de buurt van menselijke nederzettingen en in groene buitenwijken. In Oost-Afrika ook in berggebied tot op 2500 m boven zeeniveau, elders meestal onder de 1500 m. Deze vogels leven en broeden altijd in kolonies.

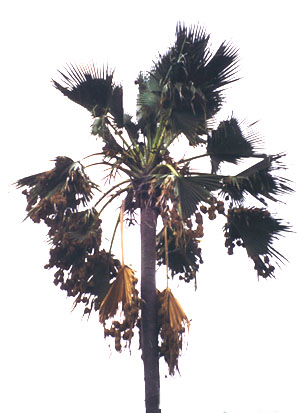
Kolonie in palmboom in Gambia
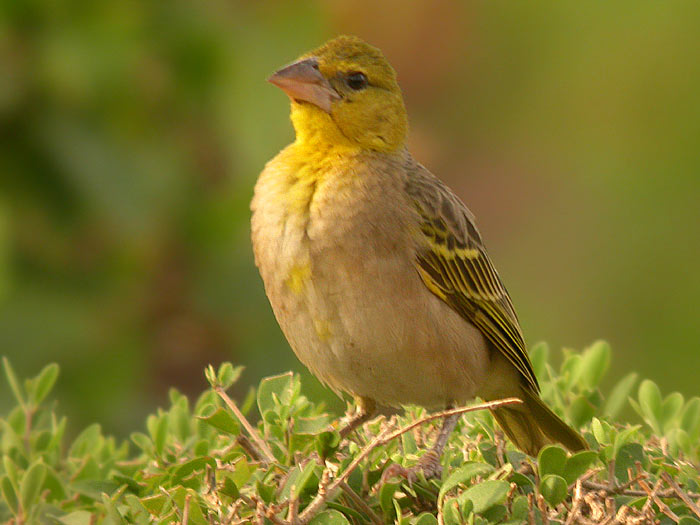
Onvolwassen vogel
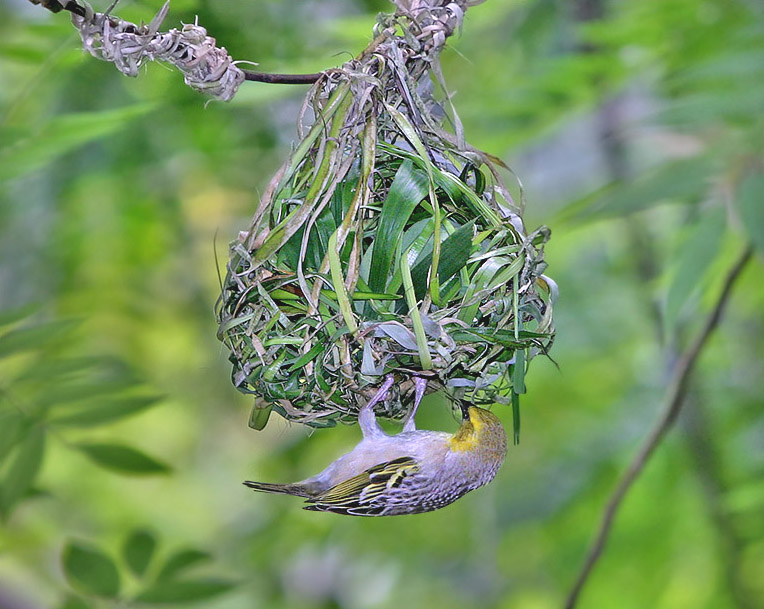
Vrouwtje bouwend aan nest
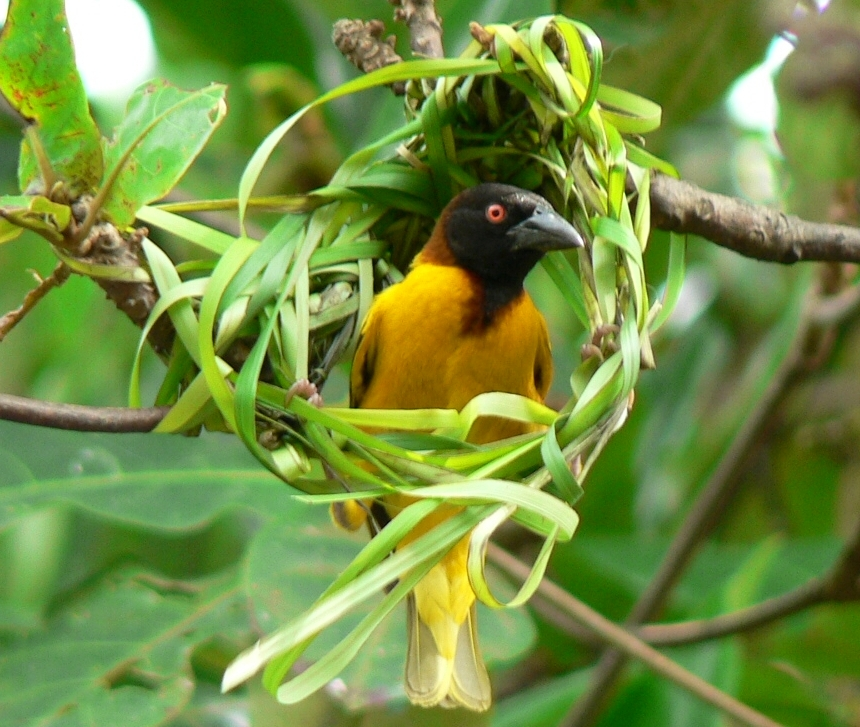
Mannetje in broedtijd
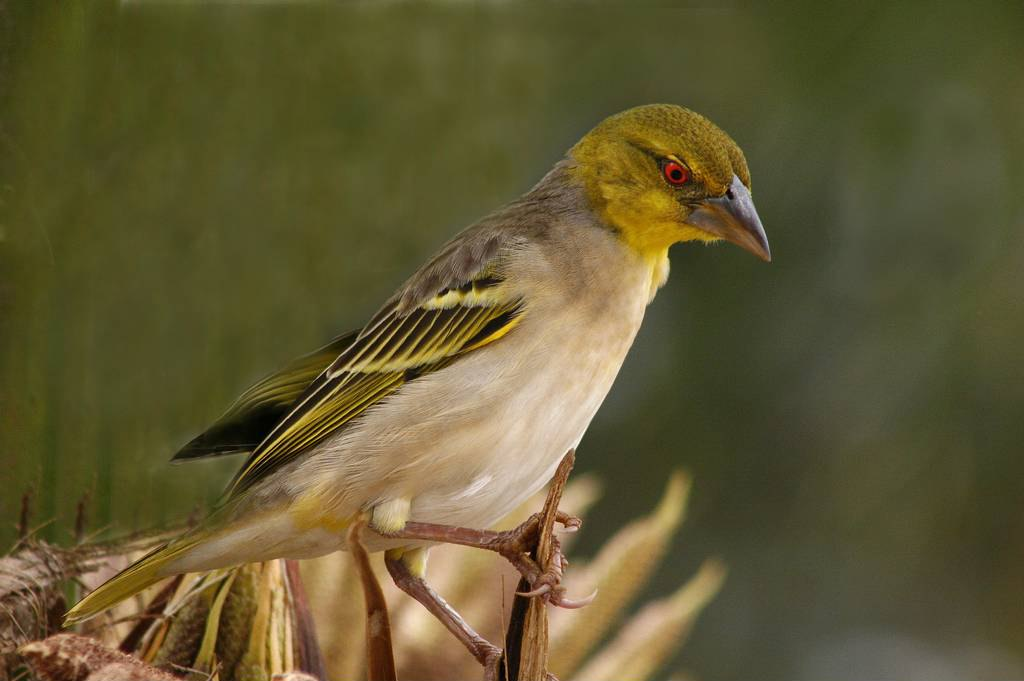
Mannetje buiten broedtijd
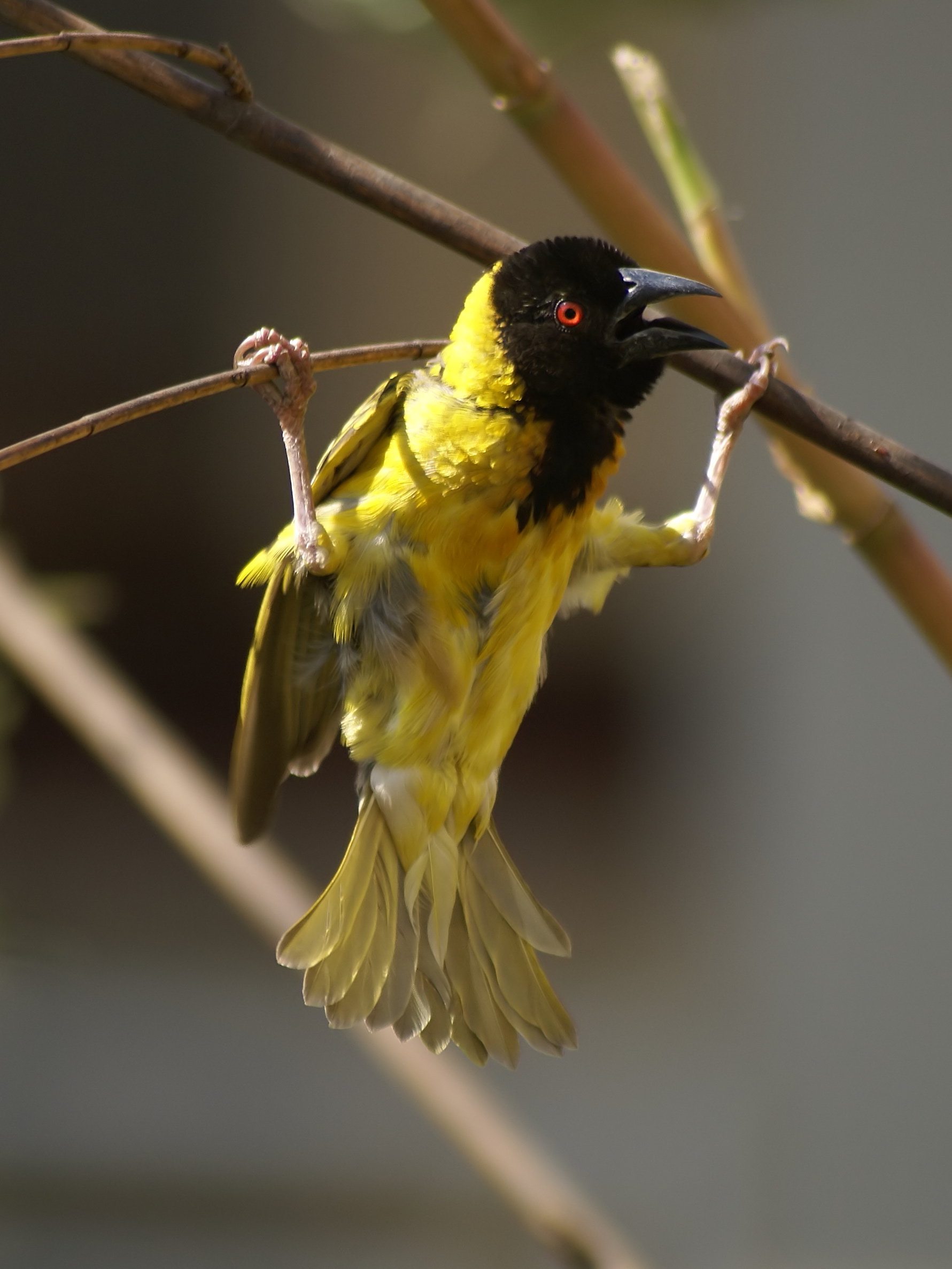
Mannetje beginnend aan nest

## Status
De grootte van de populatie is niet gekwantificeerd. De vogel is echter talrijk. Men veronderstelt dat de soort in aantal stabiel is. Om deze redenen staat de grote textorwever als niet bedreigd op de Rode Lijst van de IUCN.